# AGM-179 JAGM
Die AGM-179 JAGM ist eine Luft-Boden-Lenkwaffe aus den Vereinigten Staaten. JAGM steht für Joint Air to Ground Missile.

## Entwicklung
Der Ursprung der AGM-179 liegt in dem Vorgängerprojekt AGM-169 JCM. Im Rahmen von diesem Projekt sollte eine Luft-Boden-Rakete entwickelt werden, welche ab 2010 bei den Streitkräfte der Vereinigten Staaten zum Einsatz kommen sollte. Die AGM-169 sollte innerhalb aller Teilstreitkräfte die Raketenmodelle AGM-65 Maverick, BGM-71 TOW und AGM-114 Hellfire ersetzen. Die Entwicklung wurde im Jahr 2007 infolge von Budgetüberschreitungen und falsch definierten Entwicklungszielen eingestellt. Noch im selben Jahr erfolgte eine neue Ausschreibung zur Entwicklung eines Nachfolgers. Zwei Entwicklungsteams mit Boeing und Raytheon sowie Lockheed Martin begannen im Jahr 2008 mit den Arbeiten. Dabei griffen die Entwickler auf Komponenten der AGM-114, AGM-169 und AGM-176 zurück. Der erste Testschuss einer AGM-179 erfolgte 2010. Infolge Uneinigkeiten wollten im Jahr 2011 die United States Navy und United States Air Force aus dem Programm aussteigen. Daraufhin wurden 2012 die Entwicklungsziele angepasst aber die Entwicklung wurde mangels Interesse nur mit niedriger Priorität weitergeführt. Nach weiteren Tests der beiden Entwicklungsteams wurde im Jahr 2015 Lockheed Martin die Gesamtprojektleitung, bzw. Federführung zugesprochen. Zwischen 2018 und Februar 2022 wurden 1000 AGM-179 für Integrationstest produziert. Im Frühling 2022 wurde mit der AGM-179 auf dem Kampfhubschrauber AH-1Z „Viper“ die operationelle Reife erreicht.

## Varianten
- AGM-179 JAGM: Joint Air-to-Ground Missile, für den Einsatz ab Hubschraubern. Reichweite 8–16 km.[8]
- AGM-187 JAGM-F: Joint Air-to-Ground Missile – Fixed Wing, für den Einsatz ab Kampfflugzeugen. Reichweite 16–28 km.[9]

## Technik
Die AGM-179 soll bei allen Teilstreitkräften der Streitkräfte der Vereinigten Staaten zum Einsatz kommen. Als Startplattformen dienen Fahrzeuge, Schiffe, Kampfhubschrauber, Kampfflugzeuge und Unbemannte Luftfahrzeuge.
Äußerlich ähnelt die AGM-179 der Brimstone und der AGM-114.
Die AGM-179-Lenkwaffen haben einen schlanken, zylinderförmigen Rumpf und sind in drei Sektionen aufgeteilt: Hinter der transparenten Lenkwaffenspitze befinden sich der halbaktive Lasersuchkopf sowie der Millimeterwellen-Radar. Dahinter folgt die Vorhohlladung um welche die Elektronik verbaut ist. Dahinter folgen die Lenkeinheit sowie die Hauptladung des Gefechtskopfes, der aus einer Hohlladung mit Splittermantel besteht. Im hinteren Rumpfabschnitt befinden sich die Thermalbatterie und das Feststoffraketentriebwerk. Neben der Düse im Heck sind die Aktuatoren verbaut. Bei den Ersten Modellen kommt das Raketentriebwerk der AGM-114R zur Anwendung. Dies beschränkt die maximale Reichweite der AGM-179 vorerst auf rund 8 km. Ab den Raketen der Hauptserie soll mit einem neuen Raketentriebwerk Reichweiten von bis zu 28 km erreicht werden. Weiter soll bei diesen Modellen auch ein GPS-Empfänger sowie ein Datenlink verbaut werden. Am Flugkörperrumpf sind zwei Gruppen von Stabilisierungsflächen angebracht. Am vorderen Viertel des Flugkörperrumpfs sind vier trapezförmige Stabilisierungsflächen montiert. Im hinteren Bereich sind vier langgezogene Stabilisierungsflächen angebracht. An diesen befinden sich hinten vier Steuerflächen.
Mit der AGM-179 können eine breite Palette von stationären und beweglichen Zielen bekämpft werden. Die kombinierte Laser- und Radarsteuerung ermöglicht ein breites Einsatzspektrum. In Abhängigkeit zum Einsatz kann der Radarsuchkopf, der Lasersuchkopf oder eine Kombination beider verwendet werden. Mit der Radarsteuerung arbeitet die AGM-179 nach dem Fire-and-Forget-Prinzip. Mit dem halbaktiven Lasersuchkopf arbeitet der Flugkörper nach dem SACLOS-Prinzip, wobei eine „Beleuchtung“ mit Laser notwendig ist.

## Startplattformen
- Bell AH-1 „Cobra“
- Boeing AH-6 „Little Bird“
- Bell OH-58 „Kiowa Warrior“
- Sikorsky MH-60 „Black Hawk“
- Sikorsky UH-60 „Sea Hawk“
- Boeing AH-64 „Apache“
- General Atomics MQ-1C „Gray Eagle“
- General Atomics MQ-9 „Reaper“
- General Atomics MQ-20 „Avenger“
- Boeing F/A-18 „Super Hornet“
- Lockheed Martin F-35 „Lightning II“

Daten aus

## Nutzerstaaten
- Niederlande[15]
- Polen[16]
- Vereinigte Staaten
- Vereinigtes Königreich[17]